# Копшин

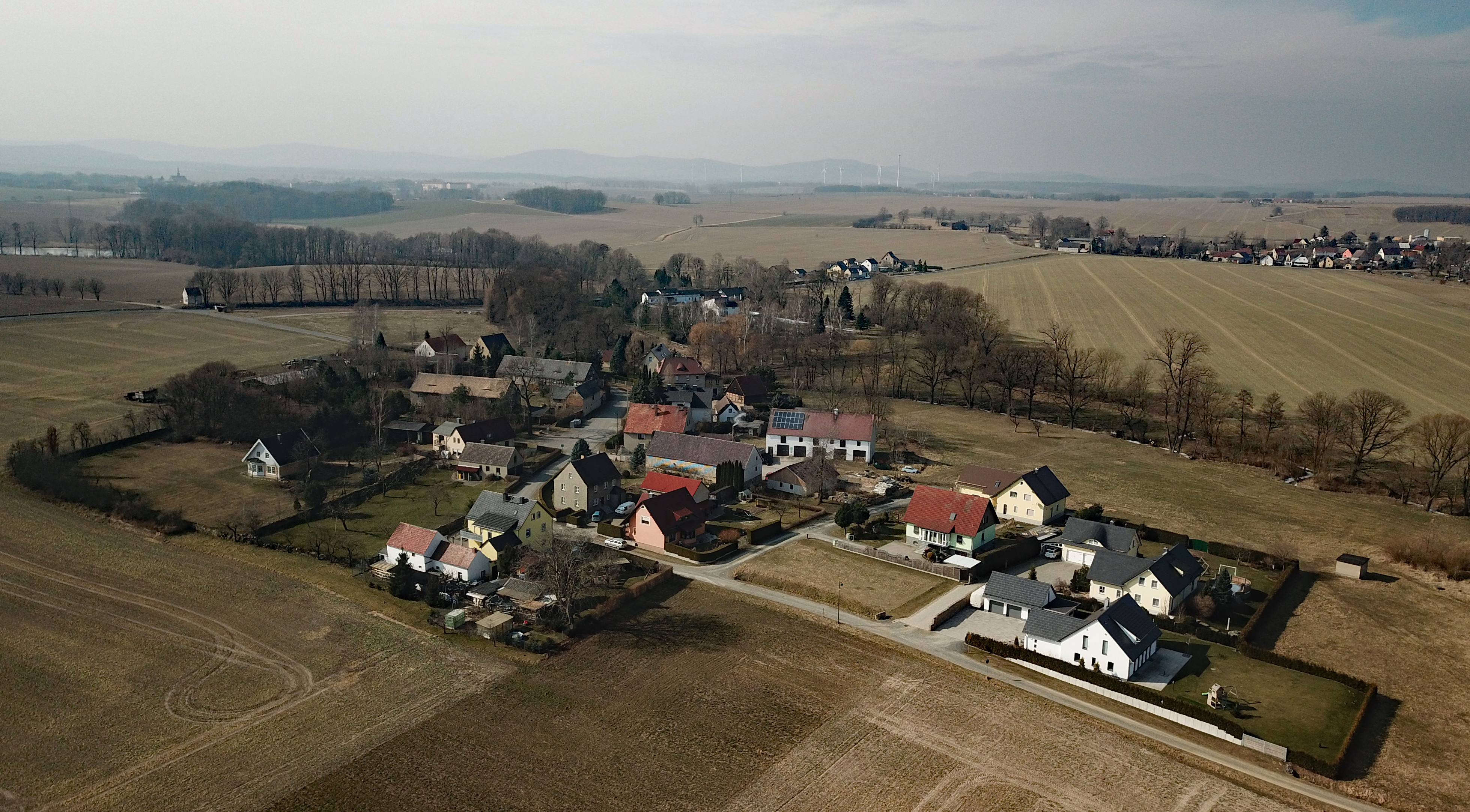

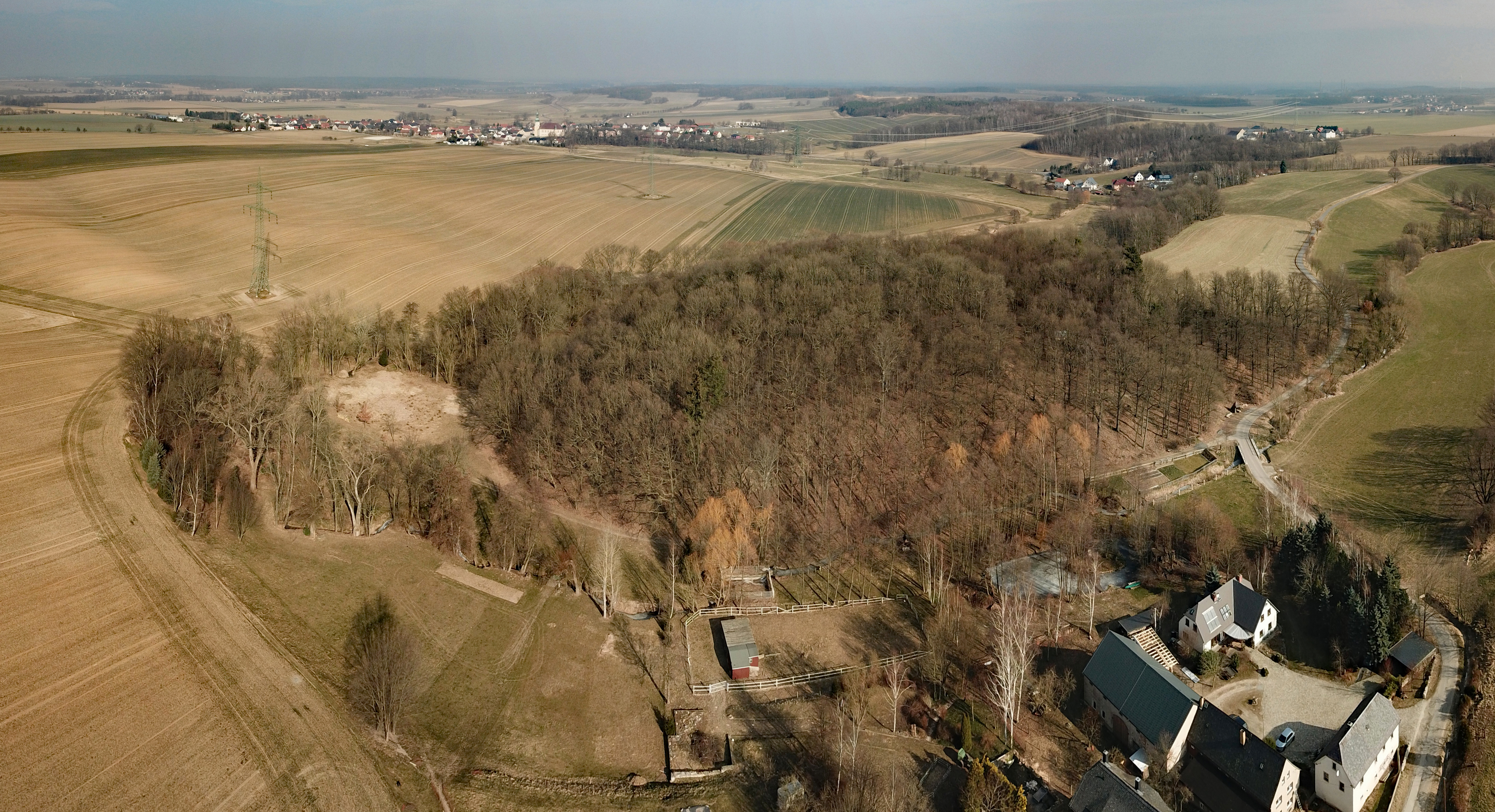
Копшинянское городище

Ко́пшин (нем. Kopschin; в.-луж. Kopšinо файле) — деревня в Верхней Лужице, Германия. Входит в состав коммуны Кроствиц района Баутцен в земле Саксония. Подчиняется административному округу Дрезден.

## География
Находится на левом берегу реки Саткула (Клайнхенхенер-Вассер) примерно в одном километре юго-восточнее от административного центра коммуны деревни Кроствиц. К северной части деревни непосредственно примыкает древнеславянское Копшинянское городище. На северо-западе от деревни проходит автомобильная дорога К 9230.
Соседние населённые пункты: на северо-востоке — деревня Правочицы, на востоке — деревня Нукница, на юге — деревня Лейно коммуны Паншвиц-Кукау, на юго-западе — деревня Зейицы коммуны Паншвиц-Кукау и на северо-западе — административный центр коммуны Кроствиц.

## История
Впервые упоминается в 1343 году под наименованием Kobschiwn.
С 1974 года входит в состав современной коммуны Кроствиц.
В настоящее время деревня входит в состав культурно-территориальной автономии «Лужицкая поселенческая область», на территории которой действуют законодательные акты земель Саксонии и Бранденбурга, содействующие сохранению лужицких языков и культуры лужичан.
Исторические немецкие наименования
- Kobschiwn, 1343
- Coppfhzrin, 1374
- Kupschin, 1511
- Kopschen, 1559
- Kobschin, 1580
- Kopschin, 1617

В августе 1936 года на Копшинянском городище около деревни была поставлена аллегорическая антифашистская пьеса «Паливака» Юрия Вели, на которой присутствовало около пяти тысяч зрителей. За эту постановку автор был выслан нацистскими властями из Лужицы.

## Население
Официальным языком в населённом пункте, помимо немецкого, является также верхнелужицкий язык.
Согласно статистическому сочинению «Dodawki k statisticy a etnografiji łužickich Serbow» Арношта Муки в 1884 году в деревне проживало 34 человека (из них — 34 серболужичанина (100 %)).
| 1834 | 1871 | 1890 | 1925 | 1939 | 1946 | 1950 | 2005 | 2010 | 2015 | 2018 |
| ---- | ---- | ---- | ---- | ---- | ---- | ---- | ---- | ---- | ---- | ---- |
| 29   | 36   | 29   | 62   | 41   | 69   | 64   | 26   | 22   | 22   | 21   |